# Idris luteipes
Idris luteipes är en stekelart som först beskrevs av Crawford 1910.  Idris luteipes ingår i släktet Idris och familjen Scelionidae. Inga underarter finns listade i Catalogue of Life.